# Route nationale 466a
La route nationale française 466A ou RN 466A était une route nationale française reliant Aspach-le-Bas (Pont-d'Aspach) à Mulhouse.
À la suite de la réforme de 1972, la RN 466A a été transformée en RN 466. En 2006, elle a été déclassée en RD 166.

## Tracé actuel de la RN 466, correspond à l'ancienne RN 466A
- Aspach-le-Bas (Pont-d'Aspach)
- Heimsbrunn
- Morschwiller-le-Bas
- Dornach
- Mulhouse